# Andrea Brillantes
Ramona Anndrew Blythe Daguio Gorostiza (Taytay, Rizal, Filipinas, 12 de marzo de 2003), más conocida como Andrea Brillantes, es una actriz, modelo comercial y emprendedora filipina. Con siete años, comenzó su carrera como actriz infantil gracias a sus apariciones en varios programas infantiles filipinos, como Goin' Bulilit (2010) y E-Boy (2012). Apodada "la reina de la Generación Z",tuvo papeles importantes en las series Annaliza (2013) y Kadenang Ginto (2018), como Marga Mondragon-Bartolome. 
Brillantes es una de las personalidades filipinas con más seguidores en redes sociales, siendo la filipina más seguida en TikTok y la quinta influencer filipina mejor pagada de Instagram. Es además embajadora comercial de marcas como H&M, Infinix Mobile y Beautéderm.
Con 19 años Brillantes se convirtió en la CEO más joven de Filipinas, al establecer su propia empresa de maquillaje. Hizo su debut como modelo en el espectáculo de alta costura del diseñador filipino Michael Leyva, en el hotel Hilton Manila. Ha sido galardonada con varios premios entre los que se incluyen los PMPC Star Awards de Televisión, el Box Office Entertainment Award o el Edukcircle Award.

## Carrera
La primera aparición de Andrea Brillantes en televisión fue con la serie infantil de comedia Goin' Bulilit. Después apareció en la serie dramática Alyna, producida en 2010 por la compañía filipina ABS-CBN, donde interpretó a Sofia Álvaro, la hija perdida de Alyna (Shaina Magdayao). En 2012 obtuvo el papel de Princess, una niña que creía en los cuentos de hadas en la serie E-Boy. Apareció además como invitada en Wansapanataym y otros programas del canal TV5.
Su mayor papel hasta el momento llegó con la serie dramática Annaliza, un reboot de 2013 de la serie homónima de 1980. Brillantes interpretaba a la protagonista, papel que interpretó Julie Vega en la versión original. El lanzamiento de la serie se produjo el 27 de mayo de 2013 y terminó el 21 de marzo de 2014. Después, tuvo papeles protagonistas en las series Hawak Kamay (2014) y Pangako Sa 'Yo (2015), interpretando a Lorry Magpantay-Agustin y Lia Buenavista, respectivamente.
En 2018, Brillantes obtuvo su primer papel como antagonista en la popular serie Kadenang Ginto, interpretando a Marga. El éxito del programa resultó en la formación de la "Gold Squad", un cuarteto compuesto por los adolescentes protagonistas de la serie: Andrea Brillantes, Francine Diaz, Kyle Echarri y Seth Fedelin, pareja de Brillantes. Juntos, han llevado a cabo otros proyectos. Con el tiempo, se han unido más personas al grupo artístico, siendo conocido ahora como Squad Plus.
Brillantes protagoniza actualmente la serie dramática adolescente Senior High (2023), en la que interpreta los roles de Sky y Luna Cruz, gemelas en el programa.

## Vida personal
Brillantes mantuvo una relación sentimental con Seth Fedelin, compañero en varios proyectos televisivos. Después, comenzó en abril de 2022 una relación con el jugador de baloncesto filipino Ricci Rivero, la cual terminó en mayo de 2023.

## Filmografía

### Películas
| Año  | Título                    | Papel                                  |
| ---- | ------------------------- | -------------------------------------- |
| 2010 | Father Jejemon            | N / A                                  |
| 2013 | Momzillas                 | Rina joven                             |
| 2015 | Crazy Beautiful You       | Nene                                   |
| 2015 | Everyday I Love You       | Audrey joven                           |
| 2018 | Ang Dalawang Mrs. Reyes   | Macey Reyes                            |
| 2018 | Kahit Ayaw Mo Na          | Ally                                   |
| 2019 | Spark                     | Beth                                   |
| 2019 | Banal                     | Rithea "Thea" Del Rosario              |
| 2019 | The Ghosting              | Grace                                  |
| 2019 | Wild Little Love          | Sam                                    |
| 2019 | The Mall, The Merrier     | Morissette "Setset" Molina adolescente |
| 2021 | On the Job: The Missing 8 | Diane                                  |

### Televisión/Serie digital
| Año          | Título                                   | Papel                                | Ref.          |
| ------------ | ---------------------------------------- | ------------------------------------ | ------------- |
| 2010         | Precious Hearts Romances Presents: Alyna | Sofia Alvaro                         | [ 25 ]        |
| 2010–2013    | Goin' Bulilit                            | Ella misma                           | [ 25 ]        |
| 2011         | Maalaala Mo Kaya: Stroller               | Angel                                | [ 26 ]        |
| 2011         | Budoy                                    | Jackie joven                         | [ 27 ]        |
| 2012         | Kahit Puso'y Masugatan                   | Veronica joven                       | [ 27 ]        |
| 2012         | Ina, Kapatid, Anak                       | Celyn joven                          | [ 28 ]        |
| 2012         | Pidol's Wonderland: Ang Pizza ni Fritzie | Maddie                               |               |
| 2012         | Wansapanataym: Da Revengers              | Isay                                 | [ 27 ]        |
| 2012         | Wansapanataym: Doll House                | Emily                                | [ 27 ]        |
| 2012         | Nandito Ako                              | Anya joven                           |               |
| 2012         | E-Boy                                    | Princess                             | [ 27 ]        |
| 2013         | Bukas Na Lang Kita Mamahalin             | Amanda joven                         |               |
| 2013         | Maalaala Mo Kaya: Marriage Contract      | Enez joven                           | [ 26 ]        |
| 2013         | Maalaala Mo Kaya: Bimpo                  | April joven                          | [ 26 ]        |
| 2013         | Istorifik: Kwentong Pidol's Fanstastik   | Emily                                |               |
| 2013–2014    | Annaliza                                 | Annaliza Querubin / Julie Benedicto  | [ 27 ]        |
| 2014         | Wanspanataym: My Guardian Angel          | Ylia Clemente Jimenez                |               |
| 2014         | Hawak Kamay                              | Lorraine "Lorry" Magpantay-Agustin   |               |
| 2014–present | ASAP                                     | Herself                              |               |
| 2015–2016    | Pangako Sa 'Yo                           | Lia Buenavista                       |               |
| 2017–2018    | Ikaw Lang ang Iibigin                    | Stephanie "Steph" Reyes              |               |
| 2017         | A Love to Last                           | Young Andrea                         |               |
| 2017         | Wansapanataym: Louie's Biton             | Tori                                 |               |
| 2018         | Bagani                                   | Young Matadora                       |               |
| 2018         | Ipaglaban Mo: Dakip                      | Emily Angeles                        |               |
| 2018–2020    | Kadenang Ginto                           | Margaret "Marga" Mondragon-Bartolome |               |
| 2020         | Paano Kita Mapasasalamatan?              | Iza Calzado joven                    |               |
| 2021         | Click, Like, Share: Poser                | Beth/Lily                            | [ 29 ]        |
| 2021         | Huwag Kang Mangamba                      | Mira Cruz / Mira Santisimo           |               |
| 2021         | Saying Goodbye                           | Elise                                | [ 30 ]        |
| 2022         | Lyric and Beat                           | Lyric                                | [ 31 ] [ 32 ] |
| 2022         | Maalaala Mo Kaya: Engagement Ring        | Victoria                             |               |
| 2022         | Drag You & Me                            | Betty                                | [ 33 ]        |
| 2023         | Senior High                              | Luna Cruz / Sky Cruz                 | [ 34 ]        |

## Premios y nominaciones
| Año  | Premio                               | Categoría                 | Proyecto    | Resultado | Ref.   |
| ---- | ------------------------------------ | ------------------------- | ----------- | --------- | ------ |
| 2013 | 27° Premios PMPC Star de Televisión  | Mejor intérprete infantil | Annaliza    | Ganador   |        |
| 2014 | 28.º Premios PMPC Star de Televisión | Mejor intérprete infantil | Annaliza    | Nominada  |        |
| 2014 | 10.º ASAP Pop Viewers' Choice Awards | Pop Teen Popsies          | Hawak Kamay | Nominada  |        |
| 2014 | Yahoo! Celebrity Awards              | Estrella infantil del año | Hawak Kamay | Ganador   | [ 35 ] |
| 2020 | VII Premios Urduja Heritage Film     | Mejor actriz joven        | Banal       | Ganador   | [ 36 ] |